# Imparare a congedarsi

Wappen des Papstes Franziskus

Imparare a congedarsi (deutsch: Sich verabschieden lernen) ist der Titel eines Apostolischen Schreibens in Form eines Motu proprios, welches am 12. Februar 2018 von Papst Franziskus unterzeichnet wurde. Inhaltlich behandelt es die altersbedingte Rücktrittsprozedur von  Dikasterienleitern und hohen Prälaten an der Römischen Kurie.

## Intention
Mit dieser Novellierung ermahnt  Franziskus die kirchlichen Würdenträger sich auf das Ende ihrer Amtszeit vor Gott vorzubereiten. Sie sollen sich von ihrer Macht lösen und sich von der Annahme, dass sie unverzichtbar seien, trennen.

„Andererseits, wenn ausnahmsweise von ihm verlangt wird, den Dienst für eine längere Periode fortzusetzen, verlangt dies mit Großzügigkeit die eigenen, neuen, persönlichen Projekte aufzugeben. Diese Situation darf aber nicht als ein Privileg oder ein persönlicher Triumph oder als eine Gefälligkeit gesehen werden, die angeblichen Pflichten geschuldet sind, die aus Freundschaften oder einem Näheverhältnis herrühren, auch nicht aus Dankbarkeit für die Effizienz der geleisteten Dienste. Jede eventuelle Verlängerung kann nur für Motive verstanden werden, die mit dem Allgemeinwohl der Kirche zusammenhängen.“

## Bestimmungen
Das am 15. Februar veröffentlichte Apostolische Schreiben legt die Bestimmungen  für den Amtsverzicht aus Altersgründen von Dikasterienleitern und hohen Prälaten an der Römischen Kurie wie folgt fest:
Im Artikel 1 werden die Amtsträger aufgezählt, von denen erwartet wird, dass sie mit Vollendung des 75. Lebensjahres dem Papst den Verzicht auf ihr Amt anbieten:
- die Diözesanbischöfe und Eparchen[1]
- den Diözesanbischöfen und Eparchen gemäß Canon 381 § 2 CIC[2] und 313 CCEO gleichgestellte Amtsträger
- Bischofskoadjutoren
- Weihbischöfe
- Bischöfe mit besonderen pastoralen Aufträgen

Die Regelung im Artikel 2 besagt, dass für die Dikasterienleiter an der Römischen Kurie sowie die hohen Prälaten und Bischöfe, die andere Aufgaben im Dienst des Heiligen Stuhls verrichten, mit Vollendung des 75. Lebensjahres nicht mehr „ipso facto“ ihr Amt endet. Dieser Personenkreis muss ab jetzt ebenfalls dem Papst seinen Amtsverzicht anbieten.
Das Gleiche ist im Artikel 3 für  päpstliche Repräsentanten vorgesehen. Auch hier gilt, dass das  Ende der Amtszeit nicht mehr „ipso facto“, sondern erst durch das ausdrückliche Anbieten des Rücktritts erfolgen wird.
Im Artikel 4 heißt es dann: „Damit der Rücktritt gemäß den vorgenannten Artikeln 1–3 rechtskräftig ist, muss er vom Papst angenommen werden, der nach ‚Abwägung der konkreten Umstände entscheiden wird‘“.
Letztlich regelt der Artikel 5, dass bei Einreichung des Rücktrittsangebot gemäß den Artikeln 1–3 „automatisch“ eine Verlängerung im Amt eintritt, die so lange dauert, bis der Betroffene Nachricht darüber erhalten hat, dass der Rücktritt vom Papst angenommen oder das Mandat „auf bestimmte oder unbestimmte Zeit“ verlängert wurde. Damit entfällt die Dreimonatsfrist gemäß Canon 189 § 3 CIC. Canon 970 § 1 CCEO kommt ebenfalls nicht mehr zur Anwendung.